# Wies (Laterns)

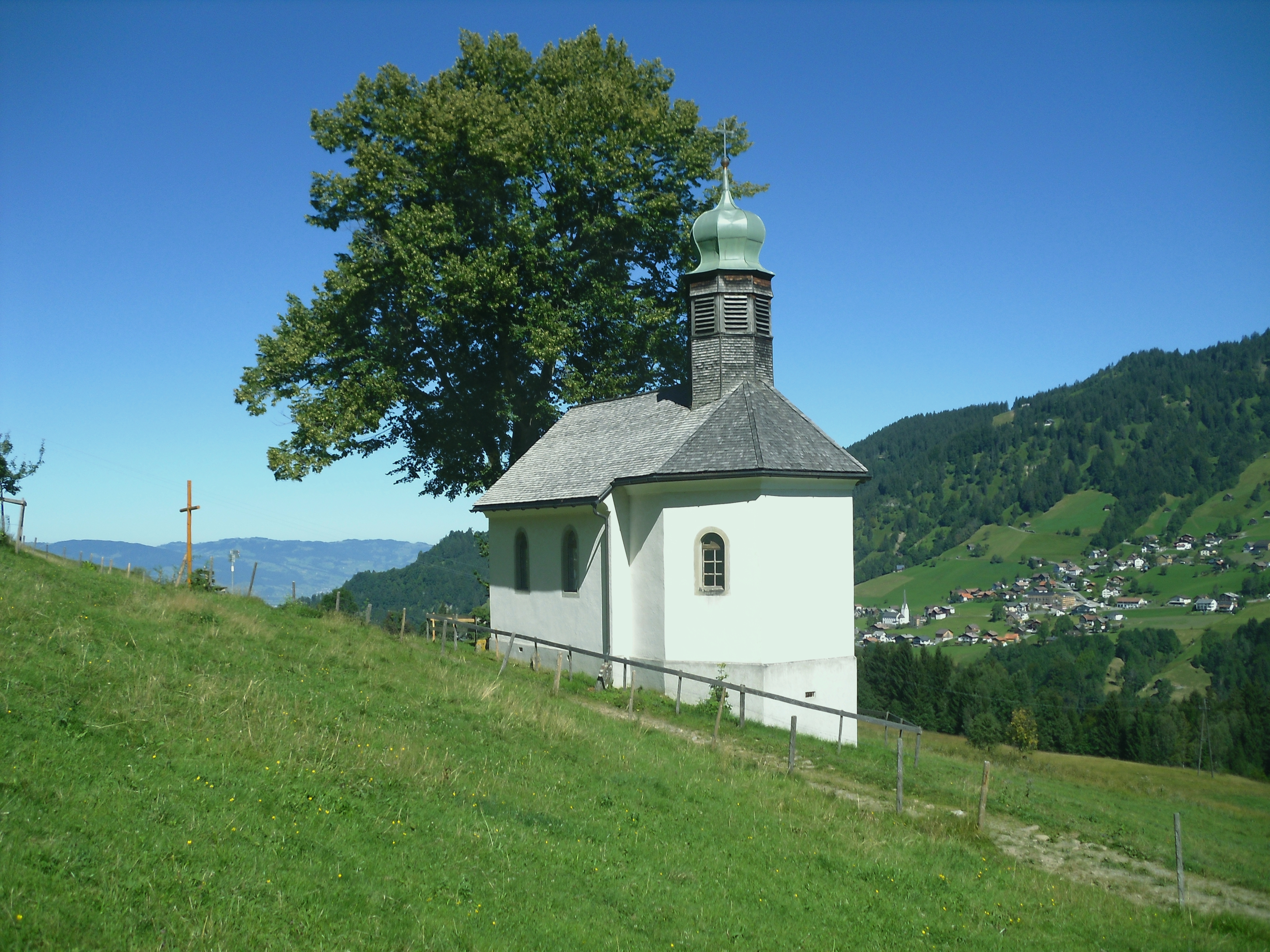
St. Martinskapelle auf der Alpe Wies. Oberhalb des Türstocks in einem Schlussstein findet sich die Jahreszahl 1875.

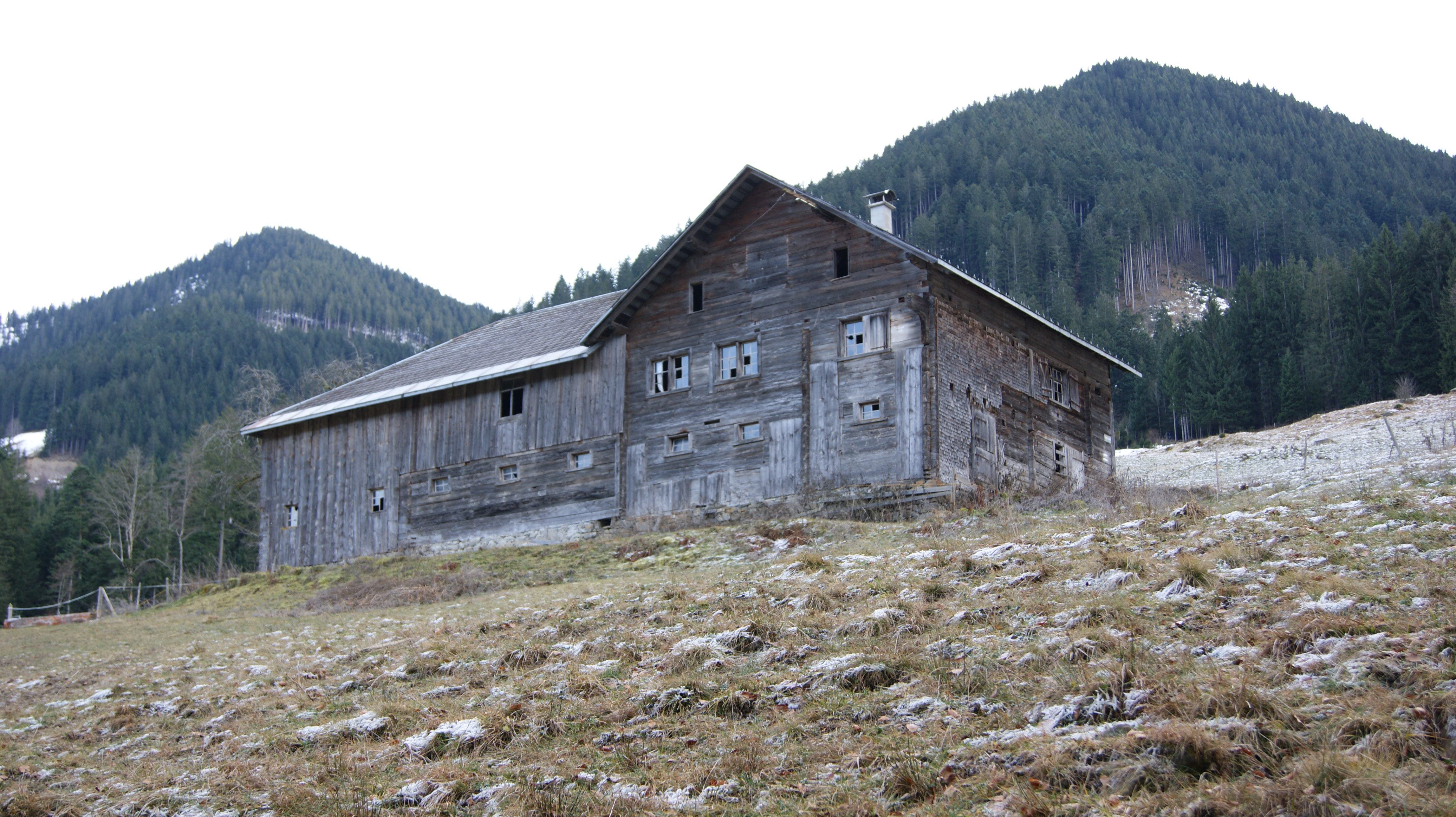
Alpe Christwald in der Nähe der Alpe Wies in Laterns.

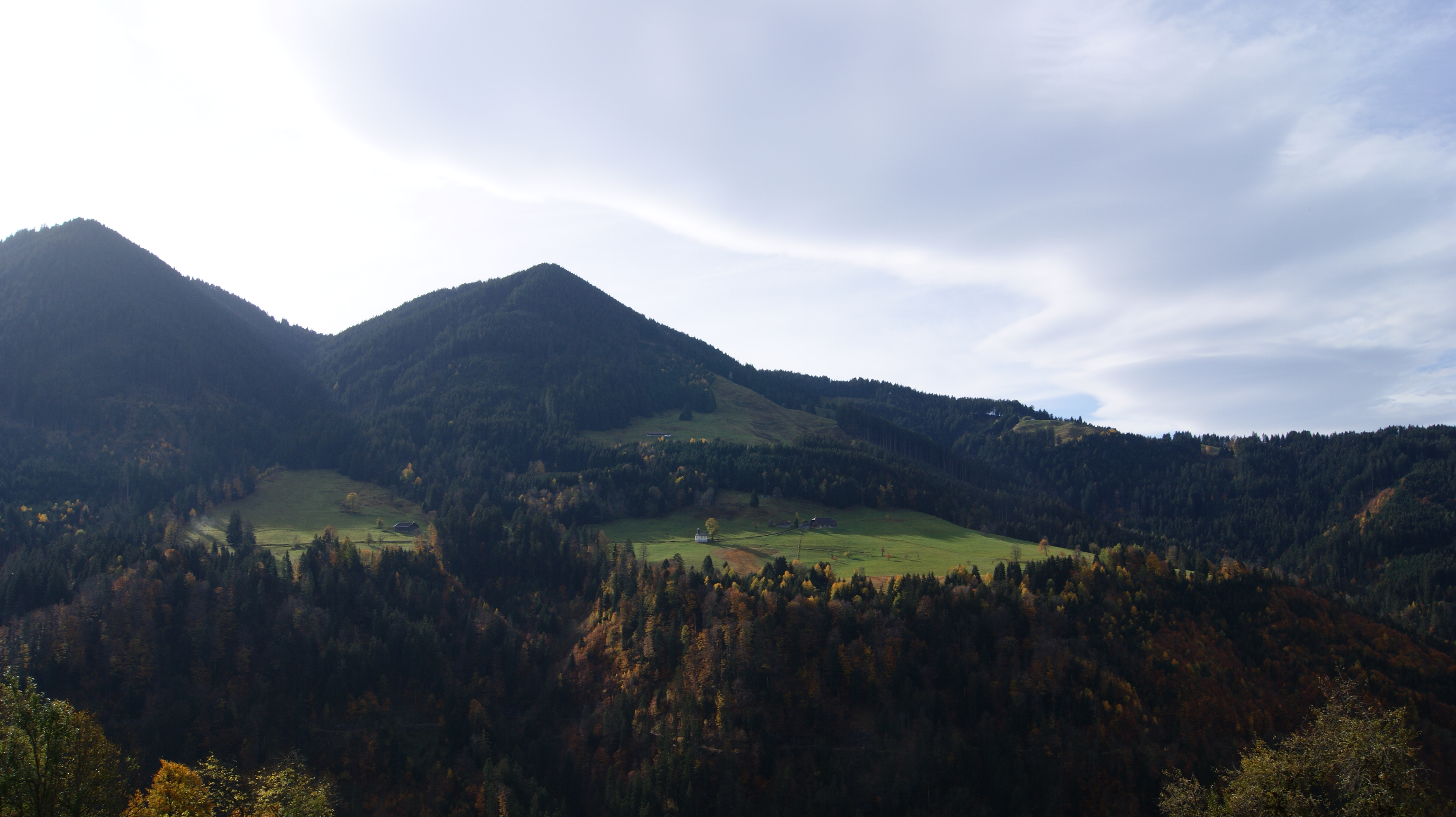
Alpe Wies vom Laternsertal aus gesehen

Wies (auch: „in der Wies“) war bis 1926 ein dauerhaft besiedelter Ortsteil von Laterns in Vorarlberg, Österreich und ist seither eine niedrig gelegene Alpe (Voralpe/Maiensäß). Der erste Alpauftrieb war am 27. Mai 1926.

## Namensherkunft
Der Name „Wies“ für Wiese findet sich in Vorarlberg sehr häufig.

## Geschichte
Der Ortsteil Wies wurde im 14. Jahrhundert von Walsern gegründet und gehörte seither immer zur Gemeinde Laterns. Es bestanden bis zu 12 besiedelte Häuser. In einer Teilungsurkunde von 1409 erscheint eine Frau „Agta Heintzen ab der Wies“ auf, woraus auf eine dauerhafte Siedlung etwa ab dem Anfang des 15. Jahrhunderts geschlossen werden kann.
1664 wurde eine Kapelle erbaut, die dem Hl. Martin geweiht war und die bereits 1689 durch eine Lawine zerstört wurde (Altar und Bilder blieben erhalten). 1875 wurde die Kapelle etwa 15 m vom alten Standort neu erbaut, weil der bisherige Standort zu feucht war und die Kapelle zu klein. Am 4. März 1926 wird die letzte regelmäßige Messe in Wies in der Kapelle gelesen.
Etwa 1757 wurde eine Schule eingerichtet (vermutlich wechselnd in verschiedenen Häusern), 1860 in einem Privathaus fix und einige Zeit später ein eigenes Schulgebäude. Zum Religionsunterricht mussten die Kinder weiterhin auf die andere Talseite marschieren, da Religionsunterricht bis 1867 nur im Ortsteil Thal gehalten wurde. Im Dezember 1925 wird die Schule geschlossen, nachdem die Entsiedelung fast abgeschlossen ist.
1850 wurde das bis dahin bestehende Armenhaus abgebrochen.
1889 beginnt die erste Entsiedlung im Ortsteil Wies, 1897 werden drei Höfe von der Gemeinde gekauft, 1898 ein weiteres Anwesen und 1907 nochmals zwei. Diese werden 1910 von der Gemeinde wieder verkauft und 1925 wieder gekauft.
1940 wird eine Materialseilbahn nach Wies gebaut, die 1985 durch einen Blitzschlag schwer beschädigt wird.
Im „Allgemeinen National-Kalender für Tirol und Vorarlberg“ werden für das Jahr 1825 in Wies 7 Wohnhäuser und 8 Familien mit insgesamt 24 Personen angeführt. Um 1865 erwähnt der Lehrer Johann Josef Hartmann „59 Seelen“, die in der Wies leben und sich auf 12 Höfe verteilen.
Durch einen starken Windwurf mit etwa 15.000 fm Schadholz Mitte Februar 1925 (Föhnsturm) bedingt, erhielt die Gemeinde Laterns aus dem Holzverkauf die notwendigen Mittel, um die bisherigen Eigentümer des Ortsteils Wies abzulösen und die Siedlung wurde in eine Alpe in Gemeindeeigentum umgewandelt.

## Topographie, Geografie, Lage und Verkehr
Der ehemalige Ortsteil Wies liegt etwa zwischen 960 m ü. A. und 1090 m ü. A. Die Alpe Wies auf etwa 1020 m ü. A. Südwestlich grenzt Wies an die Gemeinde Übersaxen und liegt die Schwemmealpe (Übersaxen). Westlich und nördlich ist Wies von Wald umgeben und östlich grenzt Wies an die Christwaldalpe (getrennt durch das Kristawaldtobel).
Während die anderen Orte im Laternsertal auf der Sonnenseite des Tales liegen, wurde Wies auf der Schattenseite gegründet. Aufgrund der Abgeschiedenheit benötigten die Bewohner rund eine Stunde beschwerlichen Fußmarsch, um auf die andere Talseite zu gelangen. Dies führte auch dazu, dass die Eigentümer der Häuser oftmals wechselten.
In „Schematismus für Tirol und Vorarlberg“ (1839) wird Wies noch als eigenständiger Weiler und Teil von Laterns angeführt. Ebenso im „Provinzial-Handbuch von Tirol und Vorarlberg für das Jahr 1847“.
Es führt heute nur ein nicht öffentlich befahrbarer Güterweg nach Wies, der 1986 gebaut wurde sowie verschiedene Wanderwege.

## Gewässer
In Wies selbst entspringt kein nennenswertes Gewässer. Westlich fließt der Kleinrüftobelbach und östlich ist das Kristwaldtobel mit dem gleichnamigen Bach.

## Handwerk, Gewerbe
Die Bewohner von Wies (Wiesler) lebten vorwiegend vom Viehhandel, Küblerei, Lohnholzarbeiten, Stickerei in Lohnarbeit und vom Eigenanbau an Feldfrüchten.